# Halldórr ókristni
Halldórr ókristni (apodado El no cristiano) fue un escaldo de Noruega del siglo IX. Solo se sabe de él que fue uno de los poetas en la corte del jarl de Lade Eiríkr Hákonarson. Se conservan ocho versos dróttkvætt en las sagas reales y contienen una descripción muy viva sobre la batalla de Svolder. Heimskringla atribuye por lo menos algunas de estas estrofas a un flokkr sobre el jarl Eiríkr y algunos investigadores se refieren a ellas como Eiríksflokkr. La siguiente muestra es uno de los ocho versos:
| Fjörð kom heldr í harðan, hnitu reyr saman dreyra, tungl skórusk þá tingla tangar, Ormr enn langi, þás borðmikinn Barða brynflagðs reginn lagði (jarl vann hjalms at holmi hríð) við Fáfnis síðu. Eiríksflokkr 3, Ed. Finnur Jónsson | Un año desde que, el Ormen Lange sufrió una dura prueba. Cañas de sangre golpean uno a otro, afectaron lunas de la proa del barco, cuando el dios de la armadura- ogro permanece en alto Barði—el jarl luchó por la isla—al lado de Fáfnir. Trad. Alison Finlay |  |

Las fuentes no explican el epíteto "ókristni" (no cristiano) pero es sabido que aunque el jarl Eiríkr adoptó el Cristianismo, al menos en teoría, era tolerante con el paganismo y sus poetas le alabaron en términos tradicionales paganos.